# PIAT

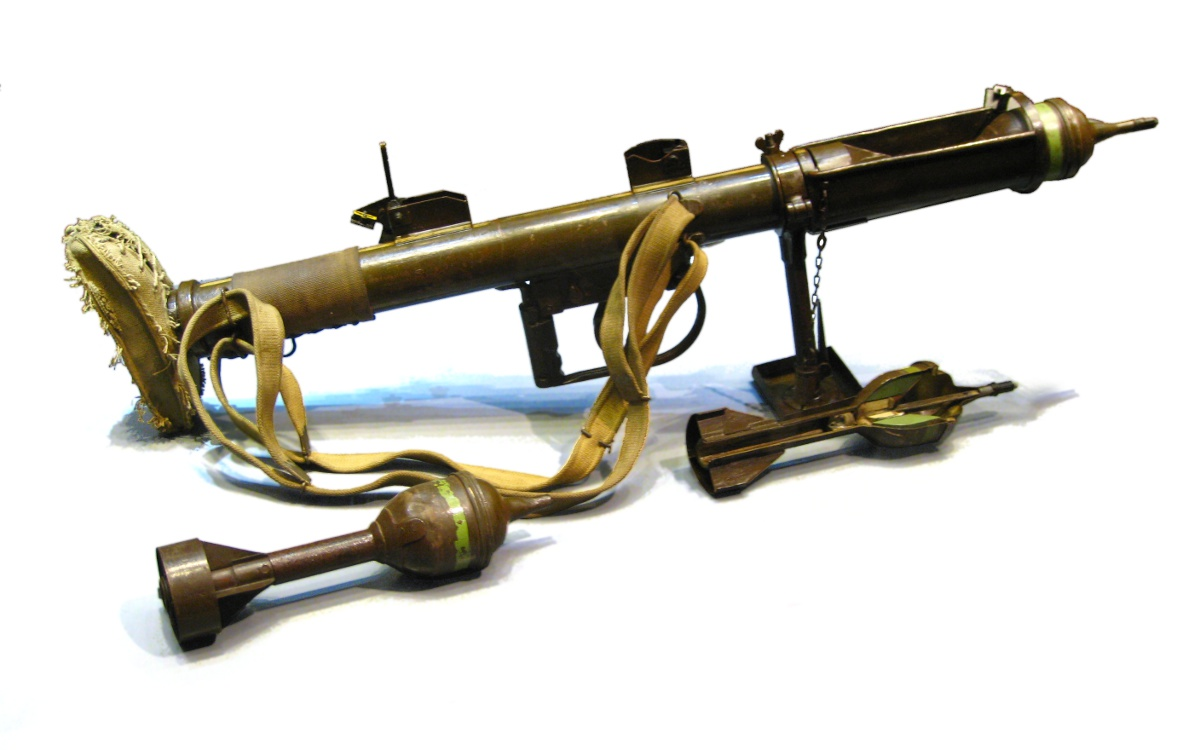
En PIAT med ammunition. Den främre granaten är genomskuren.

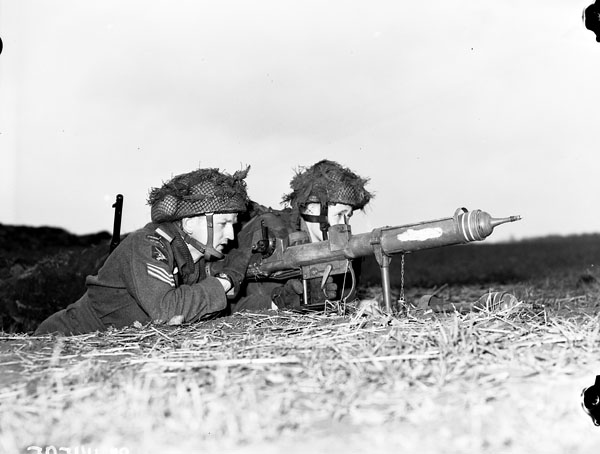
Kanadensiska trupper som använder en PIAT.

PIAT, förkortning för Projector, Infantry, Anti Tank, var ett fjäderdrivet pansarvärnsvapen som tillverkades av britterna 1941 och togs i bruk 1942. PIAT var ungefär en meter lång och vägde cirka 15 kilo. PIAT togs ur bruk 1950.
Till skillnad från den amerikanska bazookan och det tyska vapnet panzerfaust byggde inte PIAT på bakblåsningsprincipen. Det var i stället konstruerat på ett sätt som liknade en granatkastare, vilket också bidrog till den höga vikten (15 kg) hos ett oladdat vapen.
Viktoriakorset utdelades till sex stycken soldater för insatser med PIAT.